# Mestre Vieira
 (novembre 2024).
Mestre Vieira, baptisé Joaquim de Lima Vieira, est un musicien et instrumentiste brésilien né le 29 octobre 1934 à Barcarena et mort le 2 février 2018, créateur du genre musical Guitarrada,.
Ce style a pour repère l'album Lambadas das Quebradas sorti par le guitariste en 1978, et a été popularisé dans les années 90, aux nouvelles générations par Pio Lobato à travers son projet de recherche académique qui a fait découvrir ce style dans le reste du Brésil.
Il enregistre 18 albums. Les chansons Lambada do Rei (1980, Lambada das Quebradas Vol II) et Lambada Jamaicana (1982,Melô da Cabra) sont les plus populaires.
De 2003 à 2009, il fait partie du groupe Mestres da Guitarrada, qui sortent 2 disques : Mestres da Guitarrada (2004, label Funtelpa) et Música Magneta (2008, label Candeeiro Records).
En 2008, il reçoit la médaille de l'Ordre du mérite culturel du ministère de la Culture pour son service exceptionnel à la culture brésilienne.

## Discographie
- Lambada das Quebradas (1978) / Musicolor - Continental
- Lambada das Quebradas Vol II (1980) / Chantecler - Continental
- Lambada das Quebradas Vol III (1981) / Chantecler -  Continental
- Melo da Cabra (1982) / Chantecler - Continental
- Lambadas e Quebradas - Lima o Guitarreiro do Amazonas (1982) / Continental
- Desafiando (1983) / Musicolor - Continental
- Vieira e seu Conjunto (1984) / Musicolor - Continental
- Vieira e seu Conjunto (1985) / Continental
- Bota fogo nela (1986) / Continental
- Vieira e Seu Conjunto (1987) / Continental
- Melo da Pomba (1989) / Continental
- Lambadas e Cambarás (1990) / RGE
- 40 Graus (1991) / RGE
- A Volta (1998) / RJ Produções
- Lambadão do Vieira (2002)
- Guitarra Magnética (2009) / Na Music
- DVD ao vivo Mestre Vieira 50 anos de Guitarrada (2013) / Três Produções - PA
- Guitarreiro do Mundo (2015) / Na Music
- Mestres da Guitarrada (2004) / Funtelpa
- Música Magneta - Mestres da Guitarrada (2008) / Candeeiro Records